# Floriane Combé
Floriane Combé es una deportista francesa que compitió en ciclismo en la modalidad de trials, ganadora de dos medallas en el Campeonato Mundial de Ciclismo de Montaña, plata en 2001 y bronce en 2002.

## Palmarés internacional
| Campeonato Mundial | Campeonato Mundial     | Campeonato Mundial | Campeonato Mundial |
| Año                | Lugar                  | Medalla            | Competición        |
| ------------------ | ---------------------- | ------------------ | ------------------ |
| 2001               | Vail ( Estados Unidos) | Medalla de plata   | Trials 20″/26″     |
| 2002               | Kaprun ( Austria)      | Medalla de bronce  | Trials 20″/26″     |